# Partyja BNF
Die Partyja BNF (belarussisch Партыя БНФ, deutsch Partei (der) BNF, russisch Партия БНФ) war eine nationalistische und christdemokratische Partei in Belarus. Sie ging aus der Belarussischen Volksfront (Беларускі Народны Фронт, Belaruski Narodny Front, BNF) hervor.
Am 14. August 2023 wurde die Partyja BNF vom Obersten Gericht von Belarus liquidiert.

## Geschichte

### Belarussische Unabhängigkeitsbewegung

Die von der Partyja BNF verwendete weiß-rot-weiße Fahne

Die Partei wurde 1988 in der Zeit von Michail Gorbatschows Reformpolitik (Glasnost und Perestroika) in der Belarussischen Sowjetrepublik als Belaruski Narodny Front „Adradzenne“ (BNF; deutsch Belarussische Nationale Front „Erneuerung“; englisch Belaruski Narodny Front „Revival“) gegründet. Sie verfolgte zunächst eine dezidiert russlandkritische Politik und setzte sich für eine Renaissance der durch die Dominanz der russischen Sprache in Bedrängnis geratenen belarussischen Sprache und Kultur ein. Außerdem setzte sich die Partei in den Anfängen für eine Aufarbeitung der Verbrechen des Stalinismus in Belarus ein. So wurde etwa die Aufarbeitung des NKWD-Massakers von Kurapaty maßgeblich durch Vertreter der Belarussischen Volksfront vorangetrieben. Ihre Abgeordneten im belarussischen Parlament erreichten die Wiedereinführung der vorsowjetischen Nationalsymbole (weiß-rot-weiße Flagge und Pahonja).

### Die Partei im Lukaschenka-Regime
Während die Partei in der Zeit unmittelbar vor und während der Auflösung der Sowjetunion die Ereignisse in Belarus maßgeblich mitbestimmt hatte, verlor sie nach dem Erreichen der belarussischen Unabhängigkeit rasch an Attraktivität und Bedeutung. Nach dem Wahlsieg des prorussischen Präsidentschaftskandidaten Aljaksandr Lukaschenka im Juli 1994 geriet die Partei noch mehr in die Defensive. Seit das nunmehr autoritäre Regime von Belarus die Verwendung der Begriffe „belarussisch“ und „national“ bzw. „Volk“ in Parteinamen eingeschränkt hat, nennt sich die Partei offiziell Partyja BNF.
1999 spaltete sich ein Teil der Mitglieder ab und gründete die Konservativ-Christliche Partei BNF. Eine weitere konservative Organisation ist die Vereinigte Bürgerpartei (AGP). BNF und AGP boykottierten die Parlamentswahl in Belarus 2012. An der Parlamentswahl 2016 nahm die BNF teil und stellte etwa 50 Kandidaten auf. 
Am 5. September 2022 wurde der Parteivorsitzende Ryhor Kastusiou von einem Gericht in Minsk aufgrund des Vorwurfs zur „Verschwörung oder andere Handlungen mit dem Ziel, zur Machtergreifung“ zu zehn Jahren Haft verurteilt. Die Menschenrechtsorganisation Wjasna stuft ihn als politischen Gefangenen ein.

## Internationale Beziehungen
- Mitglied der Partei Europäische Konservative und Reformer seit 2017
- Beobachterstatus bei der Europäischen Volkspartei (EVP) bis 2017
- Assoziiertes Mitglied der Internationalen Demokratischen Union

## Parteivorsitzende
Die Liste der Parteivorsitzenden seit 1993
- Sjanon Pasnjak (1993–1999)
- Winzuk Wjatschorka (1999–2007)
- Ljawon Barschtscheuski (2007–2009)
- Aljaksej Janukewitsch (seit 2009)
- Ryhor Kastusiou (seit 2017)